# 曹蘊清
曹藴清（？年—？年），字秋霖，河南卫辉府辉县人。明末政治人物。

## 生平
崇祯三年（1630年）庚午科河南乡试舉人，四年（1631年）联捷辛未科进士。工部观政，改庶吉士，六年授翰林院编修，卒于官。